# قورباغه شاخ‌دار ادواردیناز
قورباغه شاخ‌دار ادواردیناز (نام علمی: Borneophrys edwardinae) نام یک گونه از تیره قورباغه‌های خاشاک است.